# Pronaya fraseri
Pronaya fraseri är en tvåhjärtbladig växtart som först beskrevs av William Jackson Hooker, och fick sitt nu gällande namn av E.M. Bennett. Pronaya fraseri ingår i släktet Pronaya och familjen Pittosporaceae. Utöver nominatformen finns också underarten P. f. minor.